# Sergio García Pérez
Sergio García Pérez (Barcelona, 1967) és un polític català, diputat al Parlament de Catalunya en la Legislatura.

## Biografia
Ha treballat com a tècnic en prevenció de riscos laborals i com a tècnic en imatge i so. És membre del Partit Popular de Catalunya; dins la secció barcelonina del partit ha estat secretari de Política Territorial (2004-2007) i vicesecretari de Comunicació i Noves Tecnologies (2007-2011). També va fer de xofer dels presidents del PPC Alberto Fernández Díaz i Alicia Sánchez-Camacho.
A les eleccions municipals espanyoles de 2003, 2007 i 2011 i 2015 fou escollit regidor de l'ajuntament de Viladecans. De 2007 a 2011 ha estat conseller comarcal del Baix Llobregat i coordinador d'Immigració de l'Àrea Metropolitana de Barcelona. Està casat amb María José Díaz Algarín, també militant del PP i regidora a l'ajuntament de Viladecans.
En juny de 2013 va substituir en el seu escó Pedro Chumillas Zurilla, elegit diputat a les eleccions al Parlament de Catalunya de 2012 i que havia renunciat per "motius personals". Ha estat portaveu del grup parlamentari popular en la Comissió de Peticions del Parlament de Catalunya.